# Irene Reid
Irene Reid (23 de septiembre de 1930 - 4 de enero de 2008) fue una cantante estadounidense de jazz.
Reid nació y creció en Savannah (Georgia).
Cantaba en la iglesia y en la escuela secundaria en Georgia, y en 1947, cuando murió su madre, se mudó a Nueva York.
A fines de 1947, ganó un concurso para amateurs en el teatro Apollo en el distrito de Harlem.
Entre 1948 y 1950 trabajó como cantante principal con Dick Vance en el salón de baile Savoy Ballroom.
En 1961 y 1962, Reid cantó en la orquesta de Count Basie y grabó para la empresa discográfica Verve Records.
Más tarde trabajó en una producción en Broadway, en el musical The Wiz.
Además cantó con Carmen McRae, Sarah Vaughan, Aretha Franklin y B. B. King.
En los años setenta y ochenta, Reid trabajó menos, pero a fines de los ochenta tuvo un revival.
Apareció en el Savannah Jazz Festival en 1991, 1994 y 1996, y continuó lanzando discos en la empresa Savant Records en los años noventa y dos mil.
En 2002, el dúo de diyeis Beginerz samplearon la voz de Reid para hacer el éxito bailable Reckless Girl.

## Discografía
- It’s only the beginning for Irene Reid (MGM Records, 1963)
- Room for one more (Verve Records, 1965)
- It's too late (Verve, 1966)
- A man only does (what a woman makes him do) (Verve, 1967)
- The world needs what I need (Polydor Records, 1971)
- The lady from Savannah (Birdland Records), 1989)
- Million dollar secret (Savant Records, 1997)
- I ain’t doing too bad (Savant, 1999)
- The uptown lowdown (Savant, 2000)
- One monkey don't stop no show (Savant, 2002)
- Movin’ out (Savant, 2003)
- Thanks to you (Savant, 2004)